# Horde (band)

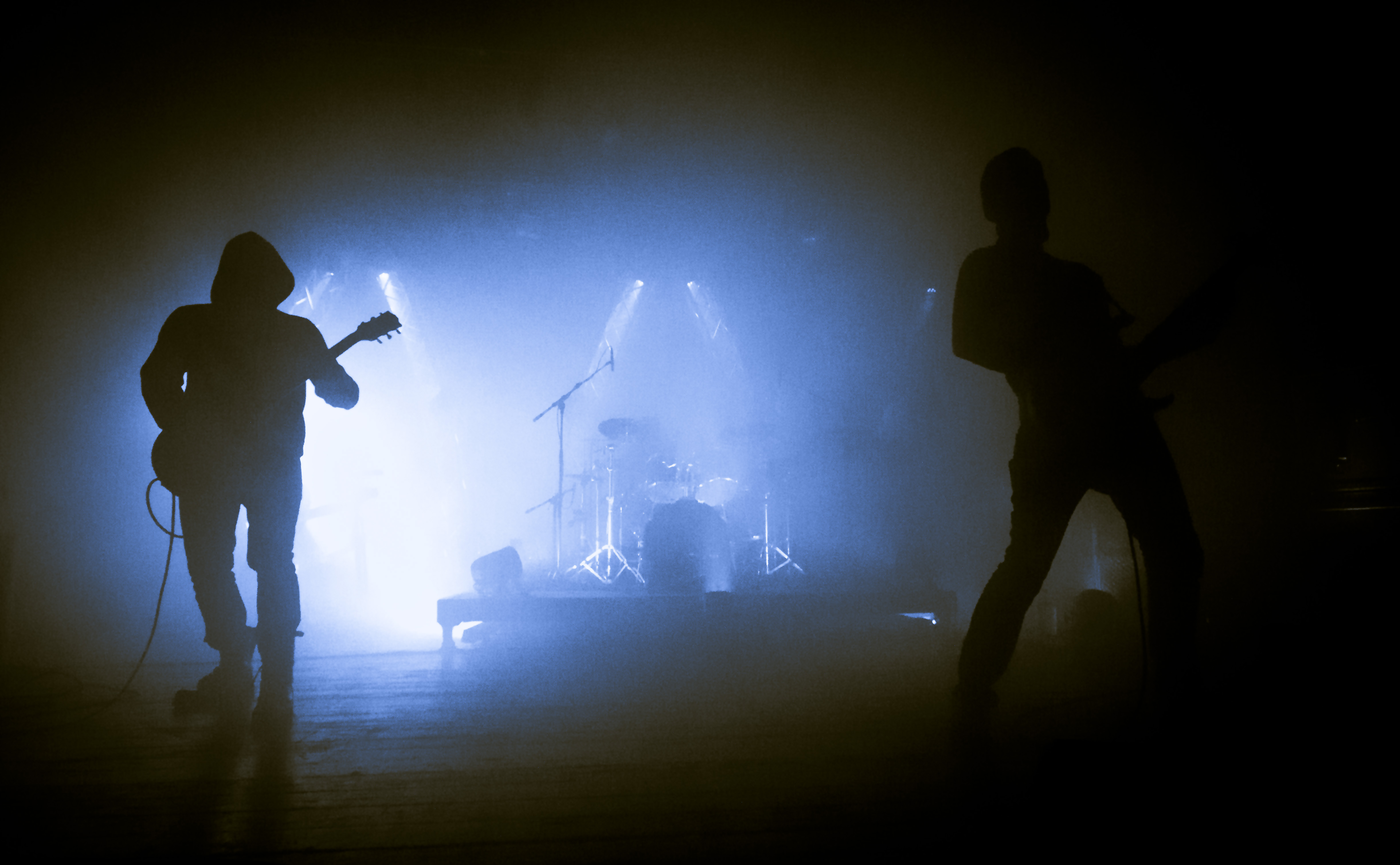
Horde in 2013

Horde is een Australische christelijke metalband.
Horde kwam in de tijd dat black metal zijn hoogtijdagen vierde, met bands als Mayhem, Burzum, Immortal, Marduk en Blasphemy. Horde was een reactie op het satanisme in de metal, en kwam daarmee met een christelijke boodschap in zijn Metal. Tegenwoordig spreekt men van unblack metal. 
Horde werd onder de naam "anonymous" gemaakt, door Australiër Jayson Sherlock. Jayson Sherlock was toentertijd ook drummer bij christelijke bands als Mortification en Parameicum.
In 1994 kwam Horde met een CD, genaamd 'Hellig Usvart', wat vrij vertaald 'Heilig Onzwart' betekent. In 2007 volgde daarop de Live cd Alive in Oslo, waarvan ook een dvd is opgenomen, getiteld 'The Day Of Total Armageddon Holocaust'. Platenmaatschappij Nuclear Blast besloot in 2008 om de cd Hellig Usvart opnieuw uit te brengen, deze cd bevat ook enkele bonustracks in de vorm van live tracks.

## Discografie

### Albums
- Hellig Usvart - (1994)
- Alive in Oslo - (2007)
- The Day of Total Armageddon Holocaust - (2007)